# La banda del buco
La banda del buco è un film del 1960 diretto da Mario Amendola.